# Mađaroni
Mađaroni je pogrdan naziv za članove Hrvatsko-ugarske stranke, koju je pod nazivom Horvatsko-vugerska stranka osnovao 1841. jedan dio hrvatskoga plemstva (Draškovići, Erdődy, Rauch, Jelačić, turopoljski komeš Josipović i dr.). Mađaroni su bili pobornici očuvanja feudalnoga društvenog uređenja, željeli su što tješnju političku i gospodarsku povezanost između Hrvatske i Ugarske i zahtijevali uvođenje mađarskoga jezika kao službenoga u Hrvatsku. Glede jezika iznijeli su program borbe protiv ilirskoga (štokavskog) narječja, a za održanje horvatskoga, to jest kajkavskoga narječja. Osobito su bili bliski Kossuthovoj Reformnoj stranci. 
Velikoj nepopularnosti mađarona među Hrvatima pridonijelo je krvoproliće na Markovu trgu u Zagrebu (29. srpnja 1845.), u povijesti poznato kao Srpanjske žrtve. Godine 1849. mađaroni su kao politička stranka prestali postojati. Poslije sloma Bachova apsolutizma i uspostave ustavnog života, mađaroni su 1860. utemeljili Unionističku stranku, poznatu i kao Ustavno-liberalna stranka. Već na zasjedanju Hrvatskoga sabora 1861. na kojem se uglavnom raspravljalo o odnosima Hrvatske i Ugarske, unionisti su se pokazali kao pravi sljednici mađaronske politike. Unionistički zastupnici, predvođeni grofom Julijem Jankovićem Daruvarskim i Mirkom Bogovićem, tražili su bezuvjetnu uniju s Ugarskom. Kada su 1865. održani izbori za Hrvatski sabor, Narodna i Unionistička stranka dobile su većinu. 
Godine 1867. za banskoga namjesnika postavljen je Levin Rauch, čiji je zadatak bio provođenje Hrvatsko-ugarske nagodbe. On je izmijenio izborni red i nakon političkih pritisaka dobio u Saboru unionističku većinu. U siječnju 1868. izabran je kraljevinski odbor od 12 članova, isključivo unionista odanih Rauchu, koji je otputovao u Budimpeštu na pregovore o Hrvatsko-ugarskoj nagodbi. U srpnju iste godine unionisti, odnosno mađaroni, postigli su svoj cilj te pridonijeli potpisivanju Hrvatsko-ugarske nagodbe. Kada je 18. studenoga 1868. Hrvatski sabor, u kojem je bila većina unionista, prihvatio Nagodbu, unionisti su ostvarili smisao svojega političkog postojanja. No, na izborima 1871./1872, zbog nepopularnosti njihova političkoga, socijalnog i državno-pravnog programa, doživjeli su potpun slom.

## Povijesne okolnosti
U doba vlasti cara i kralja Franje II. pritisak snažno centralizirane vlasti na sve narode unutar Habsburške Monarhije potakao je buđenje narodnih pokreta koji su kao svoj uzor imali Francusku revoluciju, a u hrvatskim i slovenskim krajevima također i iskustvo Ilirskih pokrajina pod francuskom vlašću. Takvim se narodnim pokretima suprotstavljao Metternichov policijsko-apsolutistički sustav koji je imao snažnu carevu podršku. Stanje je dodatno pogoršano kad je nakon smrti Franje II. na prijestolje došao njegov najstariji sin Ferdinand I., car Austrije koji ni intelektualnim mogućnostima, ni tjelesnim sposobnostima nije bio dorastao carskoj i kraljevskoj službi, a stvarnu su vlast imali Metternich i drugi pojedini članovi carske obitelji.

## Horvatsko-vugerska stranka
U takvim okolnostima Hrvatski sabor donosi odluku o uvođenju mađarskog jezika u hrvatske škole kao neobvezatnog predmeta, što je naznačilo početak sve očitije mađarizacije. Godine 1805. odlukom Sabora u Požunu mađarski jezik postaje službenim jezikom, a 1827. on postaje obvezatnim nastavnim predmetom. Skupina hrvatskih intelektualaca suprotstavlja se mađarizaciji i bori se za očuvanje hrvatskog jezika, pa 1835. izlaze Gajeve Novine horvatske u kojima je ocrtan program borbe za narodni identitet, koji će biti nazvan Ilirski pokret. Kako je bila riječ o nastojanju okupljanja južnoslavenskih naroda oko istoga programa, dio hrvatskoga plemstva, radi očuvanja svojih interesa, ali i odbijajući ilirsku (i kasnije južnoslavensku) ideju, u prvoj polovici 1841. povlači se iz Ilirske čitaonice i osniva „Kasino“ sa zadaćom okupljanja u jednom udruženju i pomoći u širenju mađarskog jezika i drugih ugarskih obilježja. Još iste godine započeli su sa sustavnom borbom protiv dostignuća novog preporodnog pokreta. Tako je u Hrvatskoj i Slavoniji osnovana Horvatsko-vugerska stranka (također i „horvatsko-ungerska“) čiji će sljedbenici u narodu biti poznati kao „mađaroni.“ Stranka je utemeljena po uzoru na Liberalnu i Konzervativnu stranku plemstva u Ugarskoj. Reagirajući na to, ilirci osnivaju Ilirsku narodnu stranku, koja će nakon zabrane ilirskoga imena 1843. biti nazvana Narodna stranka. U Ugarskoj se borba vodila između konzervativaca koji su dominirali gornjim domom Ugarskoga sabora i liberala koji su dominirali donjim domom. Pritom su konzervativci imali pomirljiviji odnos prema hrvatskim zahtjevima, dok su liberali u tome imali tvrđi stav. Tako su narodnjaci surađivali s mađarskim konzervativcima, a mađaroni s liberalima. Tako su se povremeno i hrvatski mađaroni nazivali liberalima, premda su zastupali konzervativnu politiku zatvorenosti u horvatsko-kajkavski prostor i privilegije.
Svoj su oslonac pripadnici Horvatsko-vugerske stranke našli u seljačkom plemstvu iz Turopolja koje se bojalo centralne austrijske vlasti i oporezivanja plemstva, što je bilo utemeljeno na iskustvu Ilirskih pokrajina. U srpnju 1845. kad je obnovljena Zagrebačka županija dolazi do najsnažnijeg sukoba između mađarona i narodnjaka. Tada su mađaroni na svoju stranu u županijskoj skupštini pridobili turopoljske seljake-plemiće, te osvojili većinu. 29. srpnja 1845. izbili su neredi na Markovu trgu u Zagrebu, a u sukobu s vojskom poginulo je 13 ljudi i ranjeno 27, većinom narodnjaka (vidi Srpanjske žrtve).
Iste godine narodnjaci pobjeđuju u izborima za Hrvatski sabor, a njihove pozicije postaju sve liberalnije. S druge strane, mađaroni sve više jačaju svoje pozicije u Virovitičkoj županiji koja je obuhvaćala veliki dio Slavonije, uključujući i Osijek. U toj su županiji svi bogatiji feudalci prešli na mađarsku stranu. Ipak, 4. rujna 1848. održana je županijska skupština na kojoj su narodnjaci prevagnuli te su ukinuti mađarski zakoni, zabranjeno je i svako dopisivanje s mađarskim institucijama, čime je i u toj županiji zadan težak udarac mađaronima.
Upravo će se oko Virovitičke županije voditi najžešće borbe u doba Revolucije 1848. – 1849., kad se strahovalo da bi događaji u Ugarskoj mogli imati negativne posljedice za Hrvate. U tome je važnu ulogu ima Josip Jelačić kojega su podržavali narodnjaci. Mađaroni su mu se na sve načine nastojali suprotstaviti, no na Jelačićevoj je strani tada bila i politika Beča, te su raskinute veze Hrvatske i Mađarske, a Hrvatska je podložna izravno Beču. Po završetku revolucionarnih događaja uveden je u čitavoj Monarhiji strogi režim Bachova apsolutizma, a stranačko je djelovanje zamrlo.

## Stranka unionista
Austrijskim gubicima na talijanskom bojištu, car Franjo Josip bio je prisiljen 15. srpnja 1859. proglasiti Luksemburški manifest kojim je najavio opsežne promjene u upravljanu Monarhijom i kraj Bachova apsolutizma. Ban Josip Šokčević (1860. – 1867.) tada je ovlašten pripremiti izbore za novi Sabor. U tom razdoblju, koje je prethodilo Austro-ugarskoj i Hrvatsko-ugarskoj nagodbi, narodnjaci, koji su u Saboru imali većinu, zagovarali su povezivanje s Ugarskom pod uvjetom da bude poštovana politička i kulturna autonomija Hrvatske. S druge strane bila je Stranka unionista (mađaroni, mađ. Horvát Unionista Párt), koja je tražila bezuvjetan savez s Ugarskom, u kojem bi Hrvatska imala tek neznatnu autonomiju, dok se protivila užem povezivanju s Austrijom. Tu su stranku predvodili Mirko Bogović, grof Julije Janković, Ljudevit Vukotinović i drugi. U Saboru je još bila zastupljena i Stranka prava, na čelu s Antom Starčevićem i Eugenom Kvaternikom, koja se zauzimala za hrvatsku samostalnost. Beč se prvotno protivio novom povezivanju Hrvatske s Ugarskom, te je podržavao Ivana Mažuranića i njegovu Samostalnu narodnu stranku, koja je zagovarala izravnu ovisnost o Austriji.
Na izborima 1865. Mažuranićevi samostalci teško su poraženi od udruženih narodnjaka i unionista (mađarona). To je pak znatno oslabilo položaj Hrvatske u doba preustroja Monarhije. U sklapanju Hrvatsko-ugarske nagodbe narodnjaci nisu htjeli sudjelovati, pa je ban Šokčević odstupio, a zamijenio ga je unionist Levin Rauch. Na sljedećim izborima održanima u svibnju 1869. godine nasuprot trinaestorici unionista i jednom pravašu Narodna stranka dobiva čak 51 mandat. 1870. godine ban Rauch dao je izglasati zakon kojim je borba protiv Nagodbe proglašena kaznenim djelom, zbog čega je bio na kraju prisiljen podnijeti ostavku na bansku službu.

## Nastavak pokušaja mađarizacije i ban Khuen-Héderváry
Mađarizacija je postupno nastavljena osobito u vrijeme banovanja narodnjaka Ladislava Pejačevića, a i sama Narodna stranka postaje sve popustljivija prema takvoj tendenciji. Nakon narodnog otpora takvu stanju na bansku stolicu postavljen je Károly Khuen-Héderváry, a u dvadeset godina njegova režima u Saboru je uvijek bila narodnjačka većina (izbori su održani 1884., 1887., 1892., 1897. i 1901.), a Khuen-Héderváry služi se njome u daljnem jačanju mađarskog utjecaja. Na taj će si način i Narodna stranka priskrbiti etiketu mađaronske. Istina je bila i da je Hrvatska i Slavonija u tom razdoblju doživjela znatan gospodarski rast, te bitno odskočila svojim razvojem od tadašnje Dalmacije koja je bila izravno pod Austrijom. To je navelo i neke vodeće hrvatske intelektualce, poput Isidora Kršnjavoga da blisko surađuju s Khuenom Héderváryjem. U opoziciji mađaronima bit će Stranka prava. Takvo je stanje zaustavljeno općom narodnom pobunom 1903. godine, povodom odbijanja ugarske strane da se poveća hrvatski proračun, zbog čega su se autonomni poslovi (unutrašnja uprava, pravosuđe i školstvo s bogoštovljem) našli pred bankrotom. Pobuna je isprva ugušena u krvi, a neorganizirani otpor zamro je početkom kolovoza 1903., no ti događaji ipak nisu ostali bez odjeka. Na vijest o događajima u Hrvatskoj i Slavoniji, reagirali su Hrvati u Dalmaciji i Istri, te su po kućama izvješene crne zastave, po crkvama su služene mise zadušnice za pokojne, organizirani su prosvjedi i skupljanje novca za žrtve, a caru su slani prosvjedni brzojavi. O krvavim se događajima pisalo i u europskom tisku.